# Doll Revolution
| Críticas profissionais        | Críticas profissionais |
| Avaliações da crítica         | Avaliações da crítica  |
| Fonte                         | Avaliação              |
| ----------------------------- | ---------------------- |
| AllMusic                      | [ 1 ]                  |
| BBC Music                     | (favorável)            |
| Entertainment.ie              | [ 3 ]                  |
| Entertainment Weekly          | B−                     |
| The Guardian                  | [ 5 ]                  |
| Jam!                          | (positivo)             |
| musicOMH                      | (positivo)             |
| PopMatters                    | (positivo)             |
| Robert Christgau              | [ 9 ]                  |
| The Rolling Stone Album Guide | [ 10 ]                 |
| Slant                         | [ 11 ]                 |
| Uncut                         | [ 12 ]                 |

Doll Revolution é o quarto álbum de estúdio da banda de pop rock americana The Bangles, foi lançado em março de 2003 na Europa e no Japão, e em setembro desse ano nos EUA. É o primeiro álbum de inéditas do grupo desde Everything, em 1988.

## Antecedentes e lançamento
The Bangles reuniu-se em 1999, lançando a música "Get the Girl" para a trilha sonora de Austin Powers: The Spy Who Shagged Me e passou os próximos quatro anos gravando um disco inédito, que foi lançado pela primeira vez na Europa em março de 2003. O grupo ressuscitou a sua própria gravadora Down Kiddie! Records, na qual elas lançaram seu single de estréia "Getting out of Hand" em 1981, para liberar o álbum, e conseguiram um acordo com a Liberty Records, uma subsidiária da EMI, para distribuí-lo na Europa. Nos EUA, o álbum foi lançado pela Koch Records em setembro desse ano.
Incluindo 15 músicas, é o álbum mais longo do grupo. Todas as faixas foram compostas pelas próprias integrantes da banda, com exceção de "Tear Off Your Own Head", que foi escrito por Elvis Costello. Algumas músicas já haviam sido lançadas na década de 1990 pelas integrantes da banda em outras bandas com as quais elas trabalharam após a separação da banda: "Mixed Messages" e "The Rain Song", escrito por Vicki Peterson, foram lançados nos álbuns Continental Drifters, enquanto "Ask Me No Questions", foi lançado por Debbi Peterson com sua banda Kindred Spirit. "Nickel Romeo" e "Between The Two", nunca foram lançadas, foi cantado por Michael Steele com sua banda Crash Wisdom, em shows ao vivo em 1994.
O álbum gerou três singles. O single principal, "Something That You Said", atingiu o número 38 no Reino Unido e foi um pequeno sucesso em outros lugares da Europa. "Tear Off Your Own Head (It's A Doll Revolution)" e "I Will Take Care of You" foram lançados como singles, o último alcançou o número 79 no Reino Unido. Todas as três canções tinham vocais principais de Susanna Hoffs.
Nos EUA, foi lançada uma edição com um DVD extra com entrevistas e o vídeoclipe de "Something that You Said". No Japão, o grupo incluiu como faixas extras as músicas dos seus primeiros single lançados em 1981, "Getting out of Hand" e "Call on Me" (a primeira vez que foram lançados em CD), bem como um mix alternativo de "Something That You Said".

## Faixas
| N.º            | Título                                            | Compositor(es)                                                 | Duração |  |
| 1.             | "Tear Off Your Own Head (It's a Doll Revolution)" | Elvis Costello                                                 | 3:57    |  |
| 2.             | "Stealing Rosemary"                               | Susanna Hoffs, Debbi Peterson, Vicki Peterson                  | 3:32    |  |
| 3.             | "Something That You Said"                         | Charlotte Caffey, Susanna Hoffs, Vicki Peterson                | 4:16    |  |
| 4.             | "Ask Me No Questions"                             | Walker Igleheart, Debbi Peterson                               | 3:26    |  |
| 5.             | "The Rain Song"                                   | Susan Cowsill, Vicki Peterson                                  | 3:41    |  |
| 6.             | "Nickel Romeo"                                    | Steve LeGassick, Brian Ray, Michael Steele                     | 4:57    |  |
| 7.             | "Ride the Ride"                                   | Susanna Hoffs, Debbi Peterson, Vicki Peterson, Daniel Schwartz | 4:48    |  |
| 8.             | "I Will Take Care of You"                         | Susanna Hoffs, Dillon O'Brian                                  | 3:56    |  |
| 9.             | "Here Right Now"                                  | Debbi Peterson, Peter Rafelson                                 | 3:24    |  |
| 10.            | "Single by Choice"                                | Vicki Peterson                                                 | 3:41    |  |
| 11.            | "Lost at Sea"                                     | Susanna Hoffs, Debbi Peterson                                  | 3:55    |  |
| 12.            | "Song for a Good Son"                             | Michael Steele                                                 | 4:01    |  |
| 13.            | "Mixed Messages"                                  | Vicki Peterson                                                 | 3:19    |  |
| 14.            | "Between the Two"                                 | Michael Steele, David White                                    | 3:42    |  |
| 15.            | "Grateful"                                        | Bill Bottrell, Susanna Hoffs, Daniel Schwartz                  | 4:59    |  |
| Duração total: | Duração total:                                    | Duração total:                                                 | 60:22   |  |

## Músicos
The Bangles
- Susanna Hoffs → vocais, guitarra e violão
- Debbi Peterson → vocais, violão, bateria e percussão
- Vicki Peterson → vocal, guitarra, violão e mandolin
- Michael Steele → vocais, baixo, violão e guitarra

Músicos adicionais
- Dillon O'Brian → guitarra e violão, piano
- Bangle Boys Choir (Dave Grohl, John Crooke & Chick Wolverton) → vocal de apoio
- Greg Hilfman & Chick Wolverton → teclado
- Greg Leisz → aço de volta e pedal
- Peter Holsapple → mandolin, acordes & teclado
- Tim Russell → violão e vocais de apoio em "Here Right Now"
- R Walt Vincent → harmónica
- David Campbell → strings arranger on "I Will Take Care of You"
- Leah Katz → viola em "I Will Take Care of You"
- Melissa Reiner & Michael Nicholson → violin on "I Will Take Care of You"
- Guenevere Measham → violoncelo em "I Will Take Care of You"

## Performance comercial
| Data                | Chart                      | Maior posição |
| ------------------- | -------------------------- | ------------- |
| 9 de março de 2003  | Austria Albums Top 75      | 36            |
| 9 de março de 2003  | UK Albums Top 75           | 62            |
| 23 de março de 2003 | Swiss Albums Top 100       | 80            |
| 2003                | Top 100 Independent albums | 23            |